# جورج أثور
جورج أثور (بالإنجليزية: George Athor)‏ (مواليد 1962–19-20 ديسمبر 2011) قائد عسكري سوداني وقائد الحركة الديمقراطية لجنوب السودان.
كان ملازمًا في الجيش الشعبي لتحرير السودان وانشق عنه وقاد الحركة الديمقراطية لجنوب السودان وجناحها العسكري ، جيش دفاع جنوب السودان. كما كان مرشحًا مستقلاً لقيادة ولاية جونقلي قبل استقلال جنوب السودان.
انضم أثور إلى الجيش الشعبي لتحرير السودان عام 1983 وعُيّن في رتبة لواء بعد أن قام الجيش الشعبي لتحرير السودان بإضفاء الطابع الرسمي على هياكل رتبهم بعد عام 2005. وأصبح أثور أعالي النيل (الفرقة الأولى) ثم قائد فرقة جونقلي (جونقلي كونها الفرقة الثامنة). رُقِّي لاحقًا إلى رتبة فريق وعين نائب رئيس الأركان للتوجيه السياسي والأخلاقي. تتهمه شائعات عديدة بالتورط في تهريب الأسلحة والاتجار بالنفوذ واختلاس الأموال في كل من ولاية جونقلي وأعالي النيل. كما شارك بعمق في نزع السلاح الدموي للجيش الأبيض في عام 2006. بعد انتخابات أبريل 2010 ، وبعد اشتباه في حدوث تزوير في العملية ، قام أتور بتدبير سلسلة من الهجمات على قواعد الجيش الشعبي لتحرير السودان. أدت المزيد من الهجمات إلى انعدام الأمن بشكل كبير في الجزء الشمالي الغربي من ولاية جونقلي. على الرغم من ورود أنباء عن موافقة أتور على وقف إطلاق النار قبل استفتاء يناير 2011 ، في فبراير 2011 ، أفادت هيئة الإذاعة البريطانية بقتل 200 مدني على يد رجال أتور.
في 20 ديسمبر 2011 ، أفادت بي بي سي أن أتور قُتل أثناء محاولته دخول جنوب السودان في محاولة لكسب المزيد من القوات. قال نائب رئيس جنوب السودان رياك مشار تيني إنه قُتل في 19 ديسمبر / كانون الأول في اشتباك مع حرس الحدود.